# タトル・モリ エイジェンシー
株式会社タトル・モリ エイジェンシー（英称: Tuttle-Mori Agency, Inc.）は、東京都千代田区神田神保町に本社を置く、翻訳出版業界の市場シェア60%を占める国内最大の翻訳著作権仲介エージェントである。1989年からムーミンのライセンス管理もしている。
企業理念は“Agency To Span The East and West”である。

## 沿革
- 1948年 チャールズ・イー・タトル（英語版）が洋書の輸入・和書の輸出を行うチャールズ・イー・タトル商会を東京都文京区に設立。
- 1952年 ライセンス業務を開始。
- 1978年 6月にタトル商会の著作権課を株式会社タトル・モリ エイジェンシーとして独立させる。同年12月、社屋を神田神保町ビル（通称「救世軍ビル」）へ移転する。

## 書籍
- 『「本をつくる」という仕事』稲泉連著（筑摩書房刊）第7章　海外の本の架け橋（201-224ページ）に海外版権エージェントとして取材協力。
- 『越境する書物―変容する読書環境のなかで』和田敦彦著（新曜社刊）日本における翻訳著作権仲介業の創業について。チャールズE.タトル商会およびその前身に関する記述。

## メディア記事
- 『日本発のアドラー心理学入門書が世界1000万部を突破した「3つの理由」（後編）』ダイヤモンド・オンライン（2022/12/25）
- 『日本発のノンフィクション書籍を世界に売り込む「不可能なミッション」はなぜ達成できたのか？（前編）』ダイヤモンド・オンライン（2022/12/24）
- 『【海外エージェント特集2022】株式会社タトル・モリ エイジェンシー　75年の歴史で培った世界のネットワーク』文化通信（2022/7/5）
- 『元任天堂社長の発言録『岩田さん』がアメリカでベストセラー入りの快挙【連載】幻想と創造の大国、アメリカ（25）』FINDERS（2021/5/19）
- 『元任天堂社長の発言録『岩田さん』がアメリカでベストセラー入りの快挙【幻想と創造の大国、アメリカ】』Yahoo（2021/5/19）
- 『アメリカでベストセラー上位に食い込んだ「ほぼ日」の『岩田さん』　Ask Iwata』洋書ファンクラブ（2021/5/14）
- 『「フランクフルトBF」を訪ねて』新文化（2017/11/16）
- 『強い作品は色褪せない、強い作品はよみがえる著作権仲介エージェント 玉置真波（後編）』ダイヤモンド・オンライン (2011/8/5)
- 『編集者との密な関係で、作品とのベストマッチを探る著作権仲介エージェント 玉置真波（前編） 』 ダイヤモンド・オンライン (2011/8/4)